# Fungus Amongus
Fungus Amongus è il primo album in studio del gruppo musicale statunitense Incubus, pubblicato nel 1995 dalla Chillum Records.
Stilisticamente è un album che presenta influenze funk e rock che ricorda lo stile di band come Red Hot Chili Peppers e Mr. Bungle. Le canzoni spaziano sui temi della vita quotidiana, della fantascienza (Trouble in 421) e degli stupefacenti che assumeva da giovane il cantante Brandon Boyd (Hilikus).

## Antefatti
Gli Incubus si formarono nel 1991, quando i membri originari erano ancora iscritti alle superiori, e negli anni seguenti registrarono numerosi demo. Nel 2017 il batterista José Pasillas descrisse Fungus Amongus come "il primo tentativo del gruppo di creare un album di inediti, però inizialmente sottovalutato". Il chitarrista Mike Einziger ha tuttavia dichiarato di aver ricavato il disco, insieme al suo gruppo, dalla rielaborazione di demo risalenti alle superiori, e di non considerarlo un album in studio vero e proprio. Nel 2017 ha ammesso di aver dovuto svolgere, insieme ai colleghi, un lavoro di portata eccessiva per alunni delle superiori ancora inesperti, privo di stile e mezzi, che aveva urgente bisogno di essere prodotto da un personaggio versatile". Nel 2011 Einziger ha dichiarato di aver incontrato difficoltà significative anche durante il processo di scrittura e composizione, "non potendo contare su consigli diversi da quelli delle conoscenze giovanili, a differenza di quanto fatto da S.C.I.E.N.C.E. in poi." Nei primi anni di formazione gli autori non furono presi sul serio dalle etichette discografiche dell'epoca, e così dovettero pubblicare il loro primo album in studio in forma indipendente, nel 1995. L'album fu stampato e venduto in sole mille copie. Nel 2020 il cantante Brandon Boyd ha dichiarato in un'intervista "di aver fatto anche troppo vendendo solo quella cifra del primo album, e di aver fatto un salto di qualità solo dopo la firma con una grossa etichetta discografica."
Le tracce "Hilikus", "Shaft!", "Take Me to Your Leader" e "You Will Be a Hot Dancer" furono di nuovo registrate nel 1997 per l'extended play Enjoy Incubus, prima pubblicazione del gruppo per conto di Epic/Immortal Records, per la quale avevano firmato un anno prima. L'EP comprendeva anche materiale aggiuntivo, compreso il brano inedito "Version". I rifacimenti delle suddette tracce furono realizzati con l'aggiunta di scratch da parte di DJ Lyfe, entrato nel gruppo negli ultimi giorni del 1995. La nuova versione di "Hilikus" presentava anche una traccia segreta, ascoltabile dopo sette minuti di silenzio.

### Stile musicale e testi
Dal punto di vista musicale, Fungus Amongus presenta notevoli influssi da parte di vari generi, soprattutto il funk metal di Faith No More, Red Hot Chili Peppers, Primus e Mr. Bungle, citati come ispiratori nella riedizione del 2000. In alcune interviste recenti, lo stesso cantante ha esplicitamente ammesso di aver tratto ispirazione dai suddetti gruppi, e di considerare "entusiasmante" il fatto di averli affiancati in alcune successive esibizioni dal vivo. In una recensione del 1995 riguardante un concerto degli Incubus, Traci Esslinger di Music Connection considerò gli interpreti un esempio unico di "funk-thrash", "soprattutto negli incipit delle tracce". Molte canzoni dell'album sono contraddistinte da uno stile vocale vagamente somigliante a quello dell'hip hop, proposto in parte anche nel lavoro successivo S.C.I.E.N.C.E..
La traccia "Medium" comincia con una cantante non accreditata che esegue parti vocali a cappella, ispirate da alcuni episodi in musica dei Looney Tunes del 1939. Poiché "Medium" non fu inserita nella lista tracce di Enjoy Incubus, la suddetta parte vocale fu nuovamente registrata e introdotta in un rifacimento del brano "Take Me to Your Leader". La traccia d'apertura "You Will Be a Hot Dancer" contiene riferimenti al personaggio dei fumetti Marmaduke. La traccia "Shaft!" contiene riferimenti ironici al caso Bobbitt.
In un'intervista concessa nel 2012, il cantante ha dichiarato che Fungus Amongus era "un ritratto quasi perfetto delle origini musicali del suo gruppo, all'epoca ancora molto giovane e non completamente in grado di capire le dinamiche del mondo e dell'industria musicale". Per sua stessa ammissione, Fungus Amongus e S.C.I.E.N.C.E. sono "gli unici album realmente rappresentativi del nostro modo di fare musica, una fusione acerba ma efficace dei nostri ascolti giovanili".

## Accoglienza
L'album fu inizialmente un fallimento commerciale, malgrado la sua ristampa del 2000 di Epic/Immortal Records abbia raggiunto la posizione numero 116 della classifica Billboard 200. La stampa specializzata gli ha conferito perlopiù giudizi negativi. Dean Carlson di AllMusic considerò l'album "una raccolta poco memorabile di funk da MTV", e giudicò in modo negativo la scarsa originalità vocale del cantante. Nel 2001 la rivista Spin considerò il disco "una copia carbone dei primi lavori dei Primus."
The New Rolling Stone Album Guide (2004) diede all'album una stella su cinque, e la relativa recensione sostenne che "il funk metal aveva già detto qualcosa all'inizio degli anni novanta, e che gli autori erano ormai fuori tempo". Il libro del 2003 The Rough Guide to Rock descrisse il disco come "una fusione di generi ancora prematura e non più all'avanguardia." Frank Guan di Vulture ha dichiarato nel 2017 che il disco era "sincero e registrato con abilità già notevoli" ed ha elogiato i testi considerandoli "imprevedibili e fantasiosi."
Nel 2020 la rivista Ultimate Guitar ha inserito il disco nella lista degli "otto migliori album funk metal". Loudwire ha inserito gli autori nella lista dei "26 gruppi musicali per nulla somiglianti a com'erano nei primi lavori". La rivista ha anche sostenuto che il disco era "un ritratto indipendente dei cambiamenti della musica rock avvenuti a metà degli anni novanta."
In un'intervista concessa nel 2017 alla rivista Kerrang!, il cantante ha dichiarato che l'album era "il risultato di scelte musicali divertenti ma inconsapevoli". Nel 2022 sulla rivista Louder Sound ha considerato il disco il peggior lavoro della sua formazione, "una raccolta di brani dimostrativi e non un vero e proprio album di inediti, non ancora adeguatamente rifinito con l'aiuto di una grossa etichetta discografica." Nel 2020 Kerrang! ha piazzato Fungus Amongus al penultimo posto tra i lavori della formazione, superando solo If Not Now, When?, pubblicato nel 2011. Nel 2023 la rivista Alternative Press l'ha piazzato in quinta posizione, considerandolo "privo della credibilità sufficiente per essere ricordato dal grande pubblico".

## Tracce
Testi e musiche di Incubus.
1. You Will Be a Hot Dancer – 3:47
2. Shaft! – 3:14
3. Trouble in 421 – 4:41
4. Take Me to Your Leader – 4:27
5. Medium – 3:12
6. Speak Free – 4:55
7. The Answer – 3:02
8. Psychopsilocybin – 4:19
9. Sink Beneath the Line – 3:15
10. Hilikus – 3:15

## Formazione
Gruppo
- Happy Knappy – voce, djembe, arrangiamento
- Fabio – chitarra, arrangiamento
- Dirk Lance – basso, arrangiamento
- Salsa – batteria, arrangiamento

Produzione
- Jim Wirt – produzione
- Incubus – coproduzione